# Christine Thon
Christine Maria Thon (* 1972) ist eine deutsche Erziehungswissenschaftlerin.

## Leben
Von 1991 bis 2000 studierte sie Theologie und Pädagogik an den Universitäten Regensburg, Würzburg und Bielefeld. Nach der Promotion 2006 zum Dr. phil. an der Universität Bielefeld war sie von 2010 bis 2016 Juniorprofessorin für Erziehungswissenschaften mit dem Schwerpunkt Geschlechterforschung am Institut für Allgemeine Pädagogik Erwachsenenbildung/Weiterbildung der Universität Flensburg. Seit 2016 ist sie Professorin für Erziehungswissenschaften mit dem Schwerpunkt Geschlechterforschung am Institut für Erziehungswissenschaften in Flensburg.
Ihre Arbeitsschwerpunkte sind Erziehungswissenschaftliche Geschlechterforschung, Bildung und (Geschlechter-)Politik, Bildungstheoretische Subjektkonzeptionen und qualitativ-empirische Forschungsmethoden, insbesondere Biographieforschung.

## Schriften (Auswahl)
- mit Daniela Rothe, Paul Mecheril und Bettina Dausien (Hrsg.): Qualitative Methoden im erziehungswissenschaftlichen Studium. 2005.
- Das Geschlechterverhältnis in Lebensgeschichten junger Frauen. Qualitativ-empirische Annäherungen an die biographische Konstruktion von Geschlecht. Bremen 2007, ISBN 3-88722-657-7.
- Frauenbewegung im Wandel der Generationen. Eine Studie über Geschlechterkonstruktionen in biographischen Erzählungen. Bielefeld 2008, ISBN 3-89942-845-5.
- mit Jürgen Budde und Katharina Walgenbach (Hrsg.): Männlichkeiten. Geschlechterkonstruktionen in pädagogischen Institutionen. Opladen 2014, ISBN 3-8474-0168-8.
- mit Bettina Dausien und Katharina Walgenbach (Hrsg.): Geschlecht – Sozialisation – Transformationen. Jahrbuch Frauen- und Geschlechterforschung in der Erziehungswissenschaft, Band 11 . Opladen 2015, ISBN 978-3-8474-0668-6.
- mit Jutta Hartmann und Astrid Messerschmidt (Hrsg.): Queertheoretische Perspektiven auf Bildung – Pädagogische Kritik der Heteronormativität. Jahrbuch Frauen- und Geschlechterforschung in der Erziehungswissenschaft, Band 13. Opladen 2017, ISBN 978-3-8474-2061-3.
- mit Margarete Menz, Miriam Mai und Luisa Abdessadok (Hrsg.): Kindheiten zwischen Familie und Kindertagesstätten. Differenzdiskurse und Positionierungen von Eltern und pädagogischen Fachkräften. Wiesbaden 2018, ISBN 978-3-658-19451-2.
- mit Susann Fegter und Antje Langer (Hrsg.): Diskursanalytische Geschlechterforschung in der Erziehungswissenschaft. Jahrbuch erziehungswissenschaftliche Geschlechterforschung, Band 17. Opladen 2021, ISBN 978-3-8474-2484-0.